# Sociedad Madrileña para el Alumbrado de Gas
La Sociedad Madrileña para el Alumbrado de Gas fue una compañía madrileña encargada de la generación y distribución de gas de alumbrado. La empresa se fundó el 5 de marzo de 1846 con capital privado y creó su sede en la fábrica de gas de Madrid ubicada en la Ronda de Toledo (en las cercanías de la Puerta de Toledo). Años antes (1843) se había fundado la primera compañía de gas en Barcelona (Sociedad Catalana para el Alumbrado de Gas). La compañía tuvo un periodo de actividad de una década.

## Historia
La tecnología de alumbrado por gas se había desarrollado en el siglo XVIII por el escocés William Murdock y del francés Philippe Lebon. La difusión de esta industria fue muy rápida en ciudades como Londres o París, que comenzarían a tener este tipo de alumbrado ya en 1818. En Madrid se comenzó a iluminar la Puerta del Sol y las calles contiguas ya en 1832. Con este ambiente los ingleses Edward O. Manby y William Partington adquirieron la contrata del alumbrado de Madrid a los hermanos Gil y Serra promoviendo la que será Sociedad Madrileña para el Alumbrado de Gas, constituida en 1846., Los ingleses crearon igualmente la Empresa General Peninsular del Alumbrado por Gas con el objetivo de extender su influencia a otras provincias españolas.
En 1856 la Sociedad Madrileña para el Alumbrado de Gas se declaró en bancarrota y fue adquirida por Crédito Mobiliario Español, pasando en 1865 a ser la Compañía Madrileña de Alumbrado y Calefacción por Gas. En 1876 la fábrica suministraba gas a 4250 faroles y en 1929 todavía 21 000 focos públicos dependían de esta fuente de energía, pese a la creciente competencia de la luz eléctrica. A finales del siglo XIX tomaría parte en la fundación de la Compañía Madrileña de Electricidad.